# 吴中路站
吴中路站是上海轨道交通15号线的一個車站，位於中華人民共和國上海市閔行區桂林路上，車站以北是吳中路，以南是蒲匯塘，共有4個出入口，於2021年1月23日正式啟用。本站位于申通地铁集团总部蒲汇塘停车场以西，车站装饰独特。
2024年4月20日起，包含吴中路站在内3座车站试验闸机常开模式。

## 车站结构

### 车站楼层
| 地面层   | 出入口             | 1-4出入口                        |  |  |
| 地下一层 | 站厅               | 票务服务、自动售票机、人工服务台 |  |  |
| 地下二层 | ②站台              | █ 15号线 往顾村公园（姚虹路）    |  |  |
|          | 岛式站台，左侧开门 |                                  |  |  |
|          | ①站台              | █ 15号线 往紫竹高新区（桂林路）  |  |  |

## 车站出口
吴中路站共有4个出入口，近1号出口设带门禁的地下连通道通向申通地铁总部办公楼，各出入口如下所示：
| 出口编号                              | 出口指示                     | 照片 |
| ------------------------------------- | ---------------------------- | ---- |
| 1出口 · 出口                          | 桂林路，吴中路，申通地铁集团 |      |
| 2出口 · 出口                          | 桂林路                       |      |
| 3出口 · 出口                          | 桂林路                       |      |
| 4出口 · 出口 · 上海地铁无障碍电梯标志 | 桂林路，吴中路               |      |
| 注： 设有                             |                              |      |